# 道の駅公方の郷なかがわ
道の駅公方の郷なかがわ（みちのえき くぼうのさとなかがわ）は、徳島県阿南市那賀川町工地にある国道55号の道の駅である。

## 概要
1999年（平成11年）にオープン。2006年（平成18年）に那賀川町が羽ノ浦町とともに阿南市に編入した際、駅名を阿南市那賀川と改称したが、地元住民などから公方の郷の名称の復活を求める声が多く寄せられたため、2008年（平成20年）に再び公方の郷なかがわと改称した。駅名の由来は江戸時代この地に阿波公方が住していたことによる。
89番野球寺を設置予定。シンボルの石像と有名野球選手の手形などを設置予定。像のデザインは那賀川町在住のアマチュア彫刻家の男性（49）が担当する。

## 施設
- 駐車場
  - 普通車：77台
  - 大型車：5台
  - 身障者用：2台
- トイレ （いずれも24時間利用可能）
  - 男：大 3器、小 10器
  - 女：10器
  - 身障者用：1器
- 公衆電話
- 郵便ポスト（阿南郵便局）
- 喫茶コーナー（10:00 - 17:00）
- 情報提供コーナー
- 物産展示コーナー
- 休憩コーナー

## 休館日
- 毎週月曜日（喫茶）
- 毎週水曜日（産直）

## アクセス
- 国道55号 - 登録路線
  - 徳島県道141号大林那賀川阿南線
- 那賀川バスストップ（阿南 - 大阪線、エディ号 (東京 - 徳島線)、ドリーム徳島号、海部観光運行路線）

## 周辺
- 阿南市役所 那賀川支所
- 那賀川
- 阿南市科学センター
- 阿南市立阿波公方・民俗資料館